# Scooby-Doo! e il Festival dei vampiri
Scooby-Doo e il festival dei vampiri (Scooby-Doo! Music of The Vampire) è un film di animazione del 2012, diretto da David Block, basato sui personaggi di Scooby-Doo.
Prodotto dalla Warner Bros. Animation, è stato distribuito negli Stati Uniti il 13 marzo 2012, mentre in Italia è andato in onda in prima TV su Boomerang il 15 aprile 2016.

## Trama
Durante la soluzione di un caso nelle fogne, dopo aver fermato un gigantesco uomo-insetto, Velma vede il resto della gang stressato per via di tutti i casi risolti ultimamente e decide di organizzare una vacanza per lasciarli rilassare. Il loro radar per i misteri, però, pare non volergli dare tregua: infatti al loro arrivo a Petit Chauve Sourie Ville, una cittadina della Louisiana, patria del celebre cacciatore di vampiri Abraham Van Helsing, dove si sta tenedo un festival tutto dedicato ai vampiri, Lord Valdronya, un "succhiasangue" millenario viene involontariamente svegliato dal suo lungo sonno. La gang dovrà impedire al mostro di catturare Daphne per farla diventare sua moglie, così da completare la maledizione e, allo stesso tempo, vedersela con un gruppo di attori molto superstiziosi, alcuni manifestanti insistenti che cercano di far chiudere il festival, uno scrittore sull'orlo del fallimento e una direttrice scontrosa che cercano tutti di approfittarsi della situazione. Ma non tutto è come sembra, e un colpo di scena attende la Scooby Gang.
Il signor Van Helsing riporta la banda al suo museo e mostra loro un antico libro che descrive in dettaglio i modi dei vampiri, una collana di gioielli e un'elaborata tiara che si dice appartengano a una sposa vampira e una bara con la facciata di vetro contenente il corpo inerte di Lord Valdronya, un vampiro secolare.
La gang e Van Helsing assistono a uno spettacolo di una compagnia di attori, annuncia che il gruppo eseguirà un rituale di resurrezione dei vampiri. Il gruppo ha un altro membro nel backstage pronto ad apparire, ma con sorpresa di tutti, il loro incantesimo si rivela molto più efficace e la resuscitata Valdronya appare sul palco prima di volare via. Tornati al museo, la gang scopre che i gioielli della sposa sono scomparsi e il corpo è sparito, anche se la tomba è ancora sigillata. Fuori nel parco del festival, trovano Lita Rutland che vuole trarre profitto dalla pubblicità dell'apparizione da vampiro. Anche Jesper Poubelle ottiene un beneficio di esposizione mediatica per la sua crociata anti-vampiro. Guardano il trailer della sua organizzazione e scoprono che ha intenzione di candidarsi a sindaco e sta usando la storia dei vampiri per aumentare la sua notorietà. Sulla via del ritorno, vengono attaccati da Valdronya.
Quella notte, Shaggy e Scooby vengono attaccati da Valdronya e inseguiti nella palude, dove Shaggy pensa di essere stato morso e che si trasformerà in un vampiro. Lì incontrano Tulie, che rivela di aver inventato un paio di scarpe volanti, ma i piani sono stati rubati dai vampiri e lui è stato costretto a fuggire nella palude. Nel frattempo, Fred, Daphne e Velma scoprono che il tessuto del costume di Valdronya è fatto di materiale moderno. Van Helsing, tuttavia, dice che l'abbigliamento è stato cambiato nel corso degli anni a causa della disintegrazione del materiale originale, ma il corpo è ancora il vero vampiro. Daphne decide di interrogare la troupe e incontra Bram. Quando lei rifiuta le sue offerte di affetto, con una promessa di immortalità, lui la rapisce per diventare la sposa di Valdronya.
Daphne avvisa Fred tramite messaggio di testo, e Fred, Velma e Van Helsing viaggiano nella palude per fermare la cerimonia di matrimonio. Durante il tragitto, Van Helsing viene tirato fuori dalla nave e scompare; quando Fred e Velma indagano trovano invece Shaggy e Scooby, dove Velma dimostra a Shaggy che non si sta trasformando in un vampiro, perché era solo una scheggia sul suo collo. Gli attori legano Daphne e le mettono la tiara e la collana. Il mostro appare per reclamare la sua sposa e con un vortice di nebbia verde manda gli attori a dormire, dicendo loro che quando si saranno svegliati saranno immortali. Anche Daphne soccombe alla nebbia e in trance accetta le nozze. Arriva Valdronya, ma Shaggy e Scooby lo distraggono mentre Velma la slega. Nell'inseguimento che segue, il costume di Valdronya viene spazzato via dall'elica dell'idrovolante di Scooby e Shaggy , rivelando abiti moderni e gli stivali volanti di Tulie sottostanti; il vampiro viene poi catturato da Fred.
Valdronya viene smascherato e si scopre che è Van Helsing. Voleva organizzare un matrimonio da vampiro per creare la sua nuova attrazione turistica e aumentare le vendite dei suoi libri. Ha usato stivali rubati, gas stordenti, una macchina nella palude e proiezioni olografiche per creare gli effetti mostruosi. Gli attori sono stati ingannati nel credere che Valdronya fosse un vero vampiro che avrebbe potuto garantire loro l'immortalità, così lo hanno aiutato. Lo sceriffo arresta Van Helsing e gli attori. Dopo, la banda torna felicemente in vacanza.

## Colonna sonora
1. "Brezza di Bayou" (Jim Cummings)
2. "Fatto con i mostri" (Matthew Lillard, Grey DeLisle, Frank Welker, Jim Wise e Bets Malone)
3. "La danza dei vampiri"
4. "Il ritorno di Valdronya"
5. "Il ritorno di Valdronya (ripresa)"
6. "Il morso dei vampiri" (Mindy Sterling)
7. "Scooby e io" (Matthew Lillard e Frank Welker)
8. "Vuoi vivere per sempre?" (Christian Campbell e Grey DeLisle)
9. "La sposa del vampiro" (Christian Campbell, Robert Townsend, Rob Paulsen, Julianne Buescher e Obba Babatunde)
10. "Fatto con i mostri (ripresa)" (Matthew Lillard, Grey DeLisle, Frank Welker, Jim Wise e Bets Malone)